# Hans Jörg Schelling
Hans Jörg Schelling (Hohenems, 1953. december 27. –) osztrák üzletember és néppárti politikus, 2014 és 2017 között Ausztria pénzügyminisztere volt.

## Életpályája
2007. február 1-től 2008. október 28-ig a Nemzeti Tanácsnak (Nationalrat) tagja volt.